# Jules Helbig

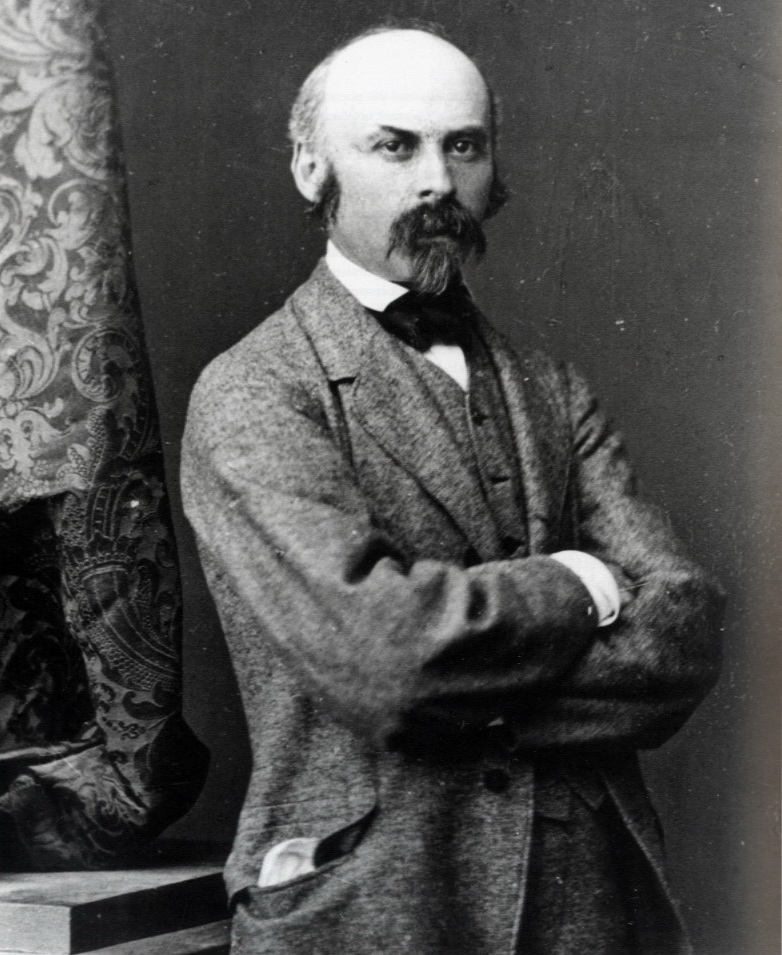
Jules Helbig (1821–1906)

Jules Chrétien Charles Joseph Henri Helbig, auch Julius Helbig (* 8. August 1821 in Lüttich, Königreich der Vereinigten Niederlande; † 15. Februar 1906 ebenda, Belgien), war ein belgischer Historienmaler und Restaurator. Er schuf neugotische Wandmalereien, Altäre und Tafelbilder im spätnazarenischen Stil der Düsseldorfer Malerschule, außerdem kirchliches Mobiliar und Skulpturen. Ferner betätigte er sich als Kunstschriftsteller und Biograf.

## Leben
Helbig war Sohn des aus Mainz gebürtigen Bankiers Jean-Baptiste Helbig und seiner ebenfalls von dort stammenden Ehefrau Anne-Marie, geborene Lauteren, sowie Bruder des Bibliophilen Henri Helbig (1813–1890). Er wuchs nach dem Tod seiner Mutter auf der Burg Breuberg bei Neustadt im Großherzogtum Hessen auf. Dort versah sein Onkel das Amt des Rentmeisters. Im Alter von dreizehn Jahren kehrte er in seine Geburtsstadt zurück. Ab Ende der 1830er Jahre studierte er Grafik und Malerei an der Kunstakademie Lüttich. Während dieser Zeit schuf er vor allem Landschaften und Porträts. 1840 wechselte er an die Kunstakademie Düsseldorf, wo er bis 1843 die Architekturklasse von Rudolf Wiegmann, die Vorbereitungsklasse sowie die Antiken- und Malerklasse unter Wilhelm Schadow besuchte. Unter dem Einfluss des nazarenischen Milieus der Düsseldorfer Malerschule wandte sich Helbig religiösen Themen und der Historienmalerei zu. Die historische Monumentalmalerei dieser Schule galt seinerzeit auch in Belgien als vorbildlich und wurde von dem belgischen Politiker Charles Rogier kulturpolitisch gefördert. Weitere Impulse erhielt Helbig von seinem Freund, dem Kunst- und Architekturtheoretiker August Reichensperger, einem Förderer der Neogotik in Deutschland und Gründungsmitglied des Zentral-Dombau-Vereins zu Köln.

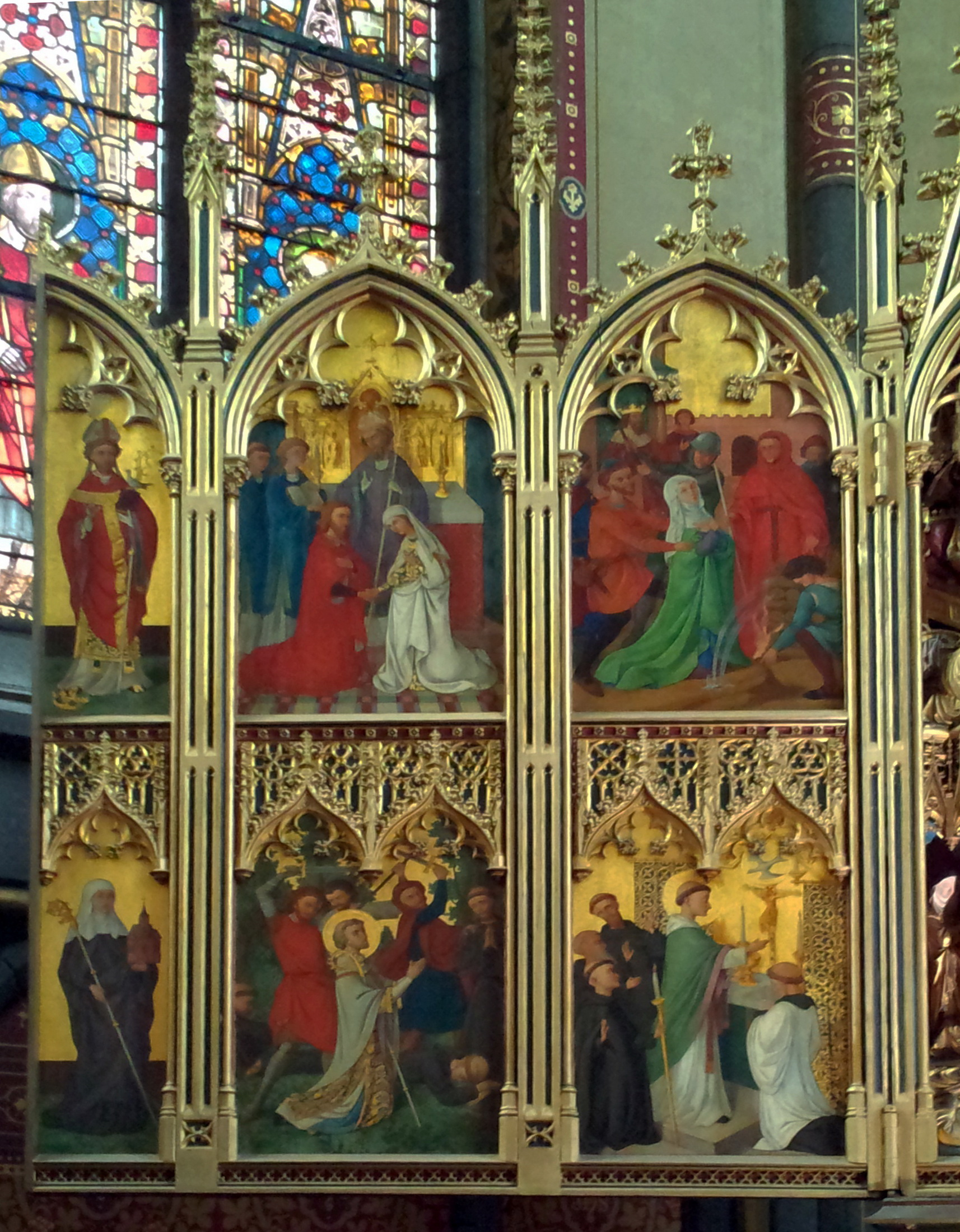
Nazarenische Darstellungen aus dem Leben des Heiligen Foillan auf einem neogotischen Flügelaltar der Pfarrkirche Saint-Pholien in Lüttich

Zusammen mit dem Maler Jean-Mathieu Nisen, einem Schüler der Lütticher Kunstakademie, der die Jahre 1841 bis 1843 in Rom verbracht und in der „ewigen Stadt“ unter anderem Friedrich Overbeck kennengelernt hatte, wurde Helbig, der nach seinem Studium nach Belgien zurückgekehrt war, im Jahr 1850 zur Ausgestaltung der Lütticher Kirche Heilig-Kreuz hinzugezogen. Die Pfarrgemeinde hatte den Plan gefasst, das Kircheninnere nach Vorbildern der deutschen Monumentalmalerei auszugestalten. Um diese Vorbilder zu studieren, reisten Nisen und Helbig mittels eines Reisestipendiums der belgischen Regierung im September/Oktober 1851 nach Aachen, Köln, Bonn, Remagen, Frankfurt am Main und Speyer. Sie besichtigten die Ausmalung des Aachener Rathauses von Alfred Rethel, die Chorausmalung des Kölner Doms von Edward von Steinle, die Fresken in der Aula der Universität Bonn von Carl Heinrich Hermann, Jakob Götzenberger und Ernst Förster sowie die Wandgemälde der Remagener Apollinariskirche von Ernst Deger, Andreas und Karl Müller sowie Franz Ittenbach, außerdem die Wand- und Deckengemälde im Städelschen Institut zu Frankfurt von Philipp Veit und die Ausmalungen des Speyerer Doms von Johann von Schraudolph und Joseph Schwarzmann.
1863 wurde Helbig Mitglied der Gilde de Saint-Thomas et de Saint-Luc, einer Vereinigung für das Studium der alten christlichen Kunst und zur Förderung ihrer „wahren Prinzipien“, die im gleichen Jahr von dem belgischen Architekten Jean-Baptiste Bethune und dem britischen Kunsthistoriker W. H. James Weale (1832–1917) gegründet worden war. Weale organisierte in Zusammenarbeit mit Helbig, Bethune und anderen Mitgliedern der Gilde die gefeierte Ausstellung der mittelalterlichen liturgischen Kunst in Mechelen anlässlich des 1864 in dieser Stadt abgehaltenen katholischen Kongresses. 1883 wurde Helbig Schriftleiter der Revue de l’art chrétien. Dem Maler und Kunstprofessor August Chauvin folgte er als Sekretär des Salon de Liège.
Helbigs Hauptphase des kirchenmalerischen Schaffens lag zwischen 1852 und 1884. Mit Édouard van Marcke entwickelte er Gemälde für die Kirchen Heilig-Kreuz, St. Denis und St. Jakob in Lüttich sowie Notre-Dame in Sint-Truiden. Auch für die Kirche St. Christoph und die St.-Pauls-Kathedrale seiner Geburtsstadt schuf er Malereien, ferner für die Kirche St. Jakob in Tournai. Helbigs neugotischer Stil stieß zunehmend auf Kritik, besonders vonseiten der Königlichen Kommission für Denkmäler, der er seit 1889 angehörte.

## Publikationen (Auswahl)

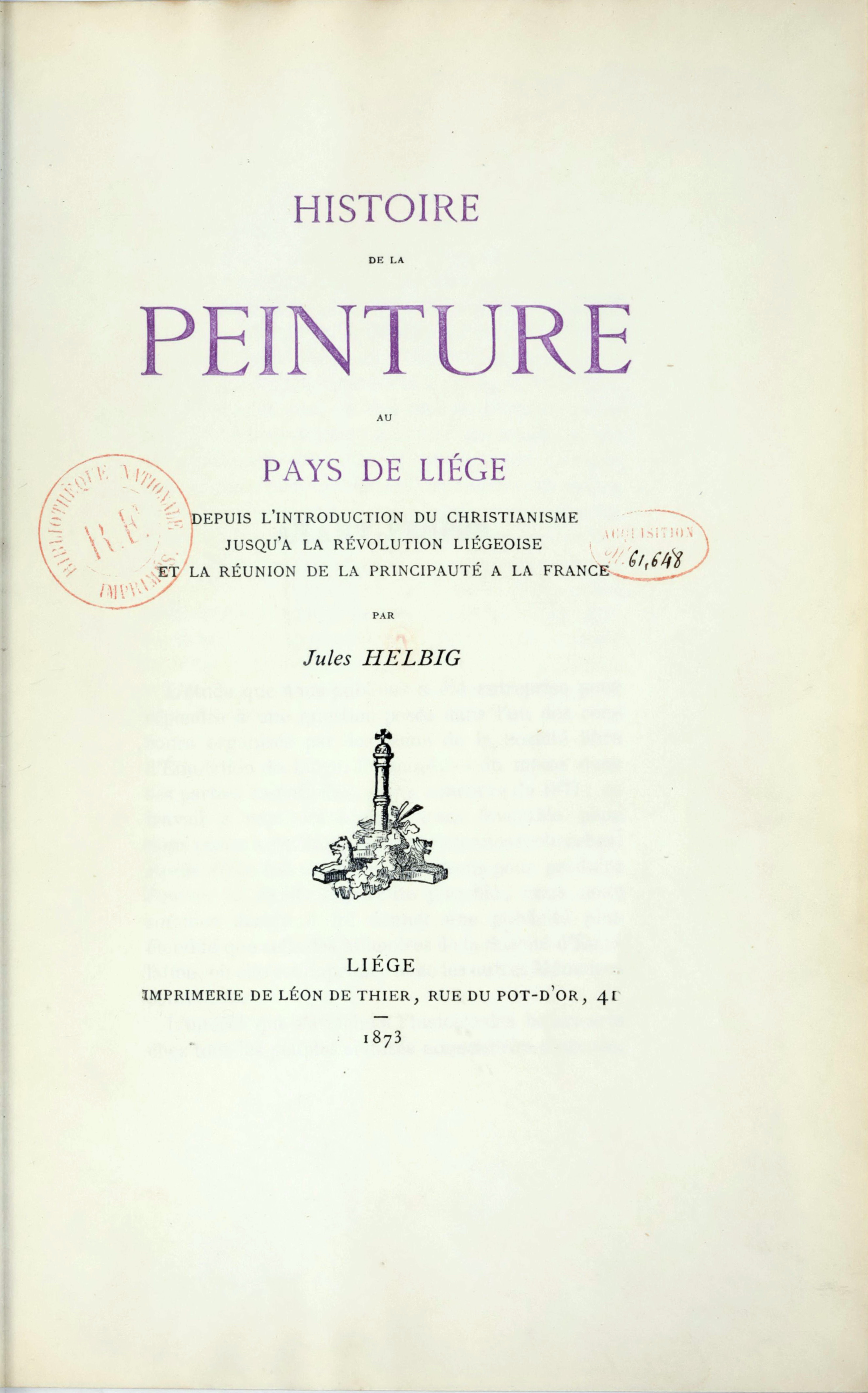
Histoire de la peinture au pays de Liège (1873)

Zu Helbigs literarischen Arbeiten zählen folgende Schriften:
- Histoire de la peinture au pays de Liège. Léon de Thier, Lüttich 1873 (hathitrust.org).
- La sculpture et les arts plastiques au pays de Liège et sur les bords de la Meuse. 2. Ausgabe, 1890 (archive.org).
- Lairesse, (Ernest). bis Lairesse, (Rainier). In: Biographie Nationale de Belgique. Band 11: La–Ler. Bruylant, Brüssel 1893, Sp. 56–71 (Textarchiv – Internet Archive).
- Leumont (Thiry de), Lombard (Lambert) und Lovinfosse (Pierre-Michel). In: Biographie Nationale de Belgique. Band 12: Ler–Ly.  Bruylant, Brüssel 1893, Sp. 33, 326–335, 524–527 (Textarchiv – Internet Archive).
- Lambert Lombard: peintre et architecte. Vve Julien Baertsoen, Brüssel 1893 (archive.org).
- Orfèvrerie, dinanderie, ferronnerie, tissus, broderies, miniatures, ivoire, mobilier, et céramique. 1894 (archive.org).
- La peinture au pays de Liège et sur les bords de la Meuse. H. Poncelet, Lüttich 1903 (archive.org).
- Ponsart, Jean Nicolas François. Und weitere Beiträge. In: Biographie Nationale de Belgique. Band 18: Ponceau–Reinula. Bruylant, Brüssel 1905, Sp. 7–10, 22–23,  398–399, 533–534, 620–625, 823–833 (Textarchiv – Internet Archive).
- Le Baron Bethune, fondateur des Écoles Saint-Luc. Étude biographique. 1906.